# 2.ª Brigada de Incursión
La 2.ª Brigada de Incursión, también conocida como Paracaidistas de Takachiho, era una unidad de paracaidistas del Imperio del Japón. Era parte del Ejército Imperial Japonés, y la unidad participó notablemente en la batalla de Filipinas en 1945, durante la cual fue destruida casi por completo.

## Historia

### Antecedentes
En los años anteriores a la Segunda Guerra Mundial, el Ejército Imperial Japonés invirtió en el despliegue de divisiones de paracaidistas. Con la intención de servir como tropas de élite, la fuerza de paracaidistas japoneses fue entrenada para realizar lanzamientos en paracaídas detrás de las líneas enemigas y en islas pequeñas. Inicialmente limitado en número, el Ejército Imperial Japonés optó por ampliar sus fuerzas de paracaidistas después de presenciar el uso exitoso de los Fallschirmjäger alemanes en 1940 y 1941. Los paracaidistas del ejército imperial eran distintos de los paracaidistas de la Armada Imperial, que se desplegaron como parte de las Fuerzas Navales Especiales Japonesas.

### Creación
Organizada como parte del Teishin Shudan (Grupo de Incursión), la 2.ª Brigada de Incursión se formó en 1941. La brigada fue entrenada en Takachiho, en la isla de Kyūshū, y luego tomó su nombre de la ciudad. La unidad se dividió en dos regimientos, el 1. ° y el 2.° regimiento, cada uno con alrededor de 700 hombres. Contando apoyo en tierra, compañías de logística y pilotos, la brigada contaba con alrededor de 2.475 hombres. Durante las operaciones de combate posteriores en la guerra, la brigada se dividió en cuatro regimientos.
En febrero de 1942, la brigada se dejó caer y capturó una refinería de petróleo holandesa en Pelembang, utilizando Lockheed Hudson capturados con marcas de la Royal Air Force para el engaño. Se realizó una pequeña caída sobre Timor más tarde ese año, pero la 2.ª Brigada no vio más acciones hasta finales de 1944.

### Batalla de Filipinas
Durante la campaña de Filipinas, la 2.ª Brigada de Incursión se desplegó en Luzón, en las Filipinas ocupadas por los japoneses, para reforzar la guarnición de las islas (las fuerzas estadounidenses habían desembarcado en la cercana Leyte a finales de octubre) mientras que el resto del Grupo de Incursión permaneció en Japón. Bajo el mando del coronel Kenji Tokunaga, la brigada fue enviada a Luzón el 25 de octubre y la unidad llegó a la isla el 30 de noviembre sin pérdidas. En Luzón, se ordenó a la brigada que realizara operaciones contra pequeñas pistas de aterrizaje en Leyte bajo control estadounidense; estas pistas de aterrizaje se estaban utilizando para proyectar la superioridad aérea estadounidense sobre Leyte y como escenario para los ataques estadounidenses a los convoyes que transportaban refuerzos japoneses. Los comandantes japoneses esperaban que, al lanzar ataques de paracaidistas en las pistas de aterrizaje, se pudiera destruir un número suficiente de aviones estadounidenses en tierra para detener el avance estadounidense y permitir que los refuerzos se enviaran de manera segura a Leyte.
Los japoneses planearon los ataques de paracaidistas para la noche del 6 de diciembre, con ataques de seguimiento planeados para las noches siguientes. Los lanzamientos se realizarían desde los Mitsubishi Ki-57 del 4.º Ejército del Aire lanzados desde la Base Aérea de Clark; algunos de los aviones realizarían lanzamientos tradicionales, mientras que otros se cargarían con tropas y realizarían aterrizajes forzosos intencionales en pistas de aterrizaje específicas. Se atacaron cuatro pistas de aterrizaje, con entre 342 y 409 hombres de los regimientos 3 y 4 asignados para el asalto. Para facilitar la comunicación en la oscuridad, los oficiales estaban equipados con armónicas. Los saltos se denominaron Operación Te y se llevarían a cabo junto con un asalto terrestre (Operación We).
En el ataque que siguió, la brigada sufrió numerosas bajas. La mayoría de los transportes llegaron a sus zonas de lanzamiento designadas, pero 18 de los 35 aviones fueron derribados o se estrellaron después, y el intenso fuego antiaéreo que encontraron llevó a los pilotos a dejar caer a sus soldados sobre objetivos equivocados. Los paracaidistas atacantes causaron algunos daños, pero muchos fueron abatidos por el fuego antiaéreo estadounidense. Además, dos de las pistas de aterrizaje objetivo no estaban en uso en el momento del ataque y, como tales, carecían de los aviones que eran el objetivo de la misión. Un segundo ataque la noche siguiente fue abortado debido al mal tiempo, y el esperado ataque terrestre fracasó el día anterior al salto. Los paracaidistas ocuparon una pista de aterrizaje (que accidentalmente había sido atacada por varios transportes) durante la noche, pero las unidades estadounidenses en el área los obligaron a retroceder gradualmente. Algunos paracaidistas se unieron a los refugios japoneses en el área y el 12 de diciembre habían sido destruidos, mientras que otros regresaron con éxito a las líneas japonesas.
Mientras la Operación Te estaba en marcha, se lanzó una segunda serie de ataques contra objetivos estadounidenses alrededor de Ormoc. Los ataques, que tuvieron lugar del 8 al 14 de diciembre, arrojaron alrededor de 500 paracaidistas alrededor de Ormoc, donde tuvieron cierto éxito contra las unidades estadounidenses en el área. En enero, alrededor de 400 soldados permanecían en Leyte, pero a mediados de marzo quedaban menos de 200; 75 hombres aptos fueron evacuados a Cebú el 17 de marzo y ninguno de los 100 hombres que quedaron en Leyte sobrevivió a la guerra.
Después de la derrota en Leyte, la brigada se dispersó por numerosas islas. Alrededor de 500 hombres permanecieron en Luzón, luchando con la guarnición de la isla hasta el final de la guerra, sobreviviendo 80 hombres. Alrededor de 60 paracaidistas se desplegaron en la isla de Negros donde lucharon contra la invasión estadounidense de la isla, en particular contra los paracaidistas estadounidenses del 503.º Regimiento de Infantería. Alrededor de la mitad de los hombres de Negros sobrevivieron a la guerra. Una pequeña fuerza de los soldados evacuados de Luzón se unió al personal del cuartel general del 25.º Ejército y finalmente estableció posiciones en Cebú. Cuando las fuerzas estadounidenses desembarcaron en la isla, los restos de la brigada se retiraron a la jungla y 17 sobrevivieron a la guerra.